# Солоницька школа
Солоницька загальноосвітня школа І-ІІІ ступенів Козельщинської районної ради Полтавської області — загальноосвітній навчальний заклад І-ІІІ ступенів у селі Солониця Козельщинського району Полтавської області. Навчання здійснюється за універсальним та філологічним профілями.

## Історія
Школу в Солониці збудували 1914 року коштом Кобеляцького земства. Спочатку планували збудувати двоповерхову будівлю, але плани зруйнувала Перша світова війна. На той час школа називалася «Солоницька вища початкова школа», до неї в перший клас приймали учнів ближніх сіл, які закінчили чотири класи церковно-приходської школи.
Перший навчальний рік після звільнення Солониці від німецько-фашистських окупантів розпочався 21 грудня 1943 року в приміщенні колишньої учительської квартири, яка складалася з двох кімнат. Учнів на початку року було 129. Із шкільних меблів лишилося тільки 34 парти. У 1944 році почали відбудову школи. Відразу після відновлення навчання були організовані гуртки: юних натуралістів, драматичний, рукоділля. Була створена бібліотека, яка на кінець 1945 року налічувала 362 книги, обладнаний природничий кабінет, виготовлені гербарії, наочні навчальні матеріали.
Заклад працював до вересня 1975 року, коли в сусідній Новій Галещині звели й відкрили нову будівлю школи, куди перевели й 645 учнів Солоницької школи.
22 квітня 1985 року Солоницькій школі (фактично — школі в Новій Галещині) було присвоєно ім'я Героя Радянського Союзу С. М. Нагнибіди. 25 вересня 1991 року Солоницьку школу перейменовано в Новогалещинську середню школу (зараз — Новогалещинський ліцей).
У 1975 році будівлю школи в Солониці передали на баланс Козельщинської райспоживспілки й відкрили в одній з аудиторій магазин промислових товарів. У колишніх кабінетах фізики та хімії деякий час працювала Солоницька початкова школа, якою керувала Марія Василівна Чернушенко. Решта приміщень поступово приходила у занедбаний стан: вікна вибили, кахляну підлогу зруйнували, розграбували меблі, обладнання. Через 10 років приміщення школи стало аварійним. Правління тодішнього місцевого колгоспу імені Калініна ухвалило рішення про демонтаж даху та перекриття, а магазин перевели в інше приміщення. Так від школи залишилися тільки голі стіни.
Починаючи з 1985 року, колишній директор Борис Олексійович Шалков неодноразово підіймав питання на районному та обласному рівнях про відбудову школи, але отримував відповідь про брак коштів та недоцільність існування школи в Солониці. У 1987 році за його ініціативи зібрали більше сотні підписів місцевих мешканців під заявою про відбудову школу, яку відправили на Всесоюзну партконференцію в Москві. За розповідями очевидців, Михайло Горбачов дав особисте доручення голові Полтавського облвиконкому Олексію М'якоті негайно відбудувати школу.

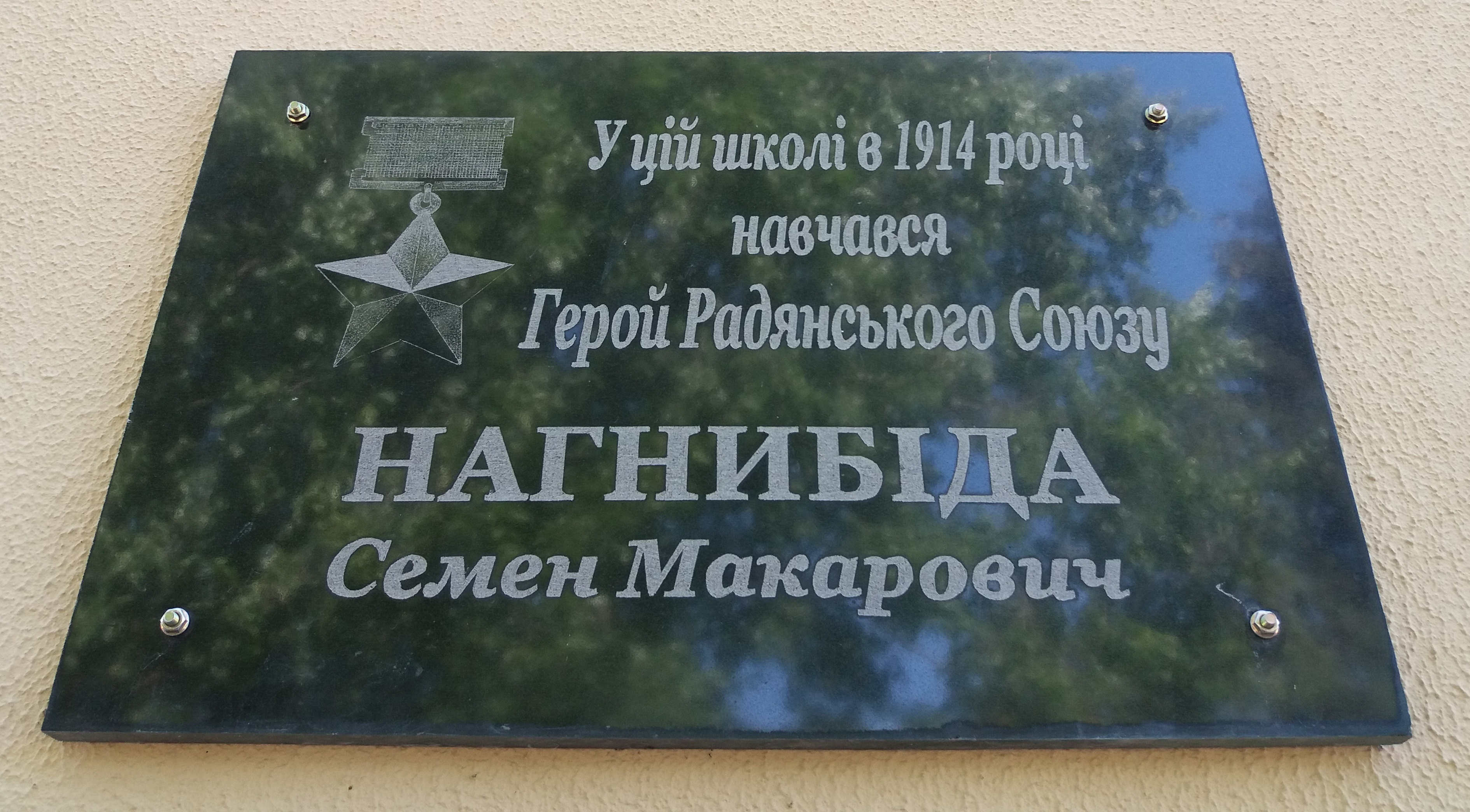
Меморіальна дошка на честь Семена Макаровича Нагнибіди на фасаді школи

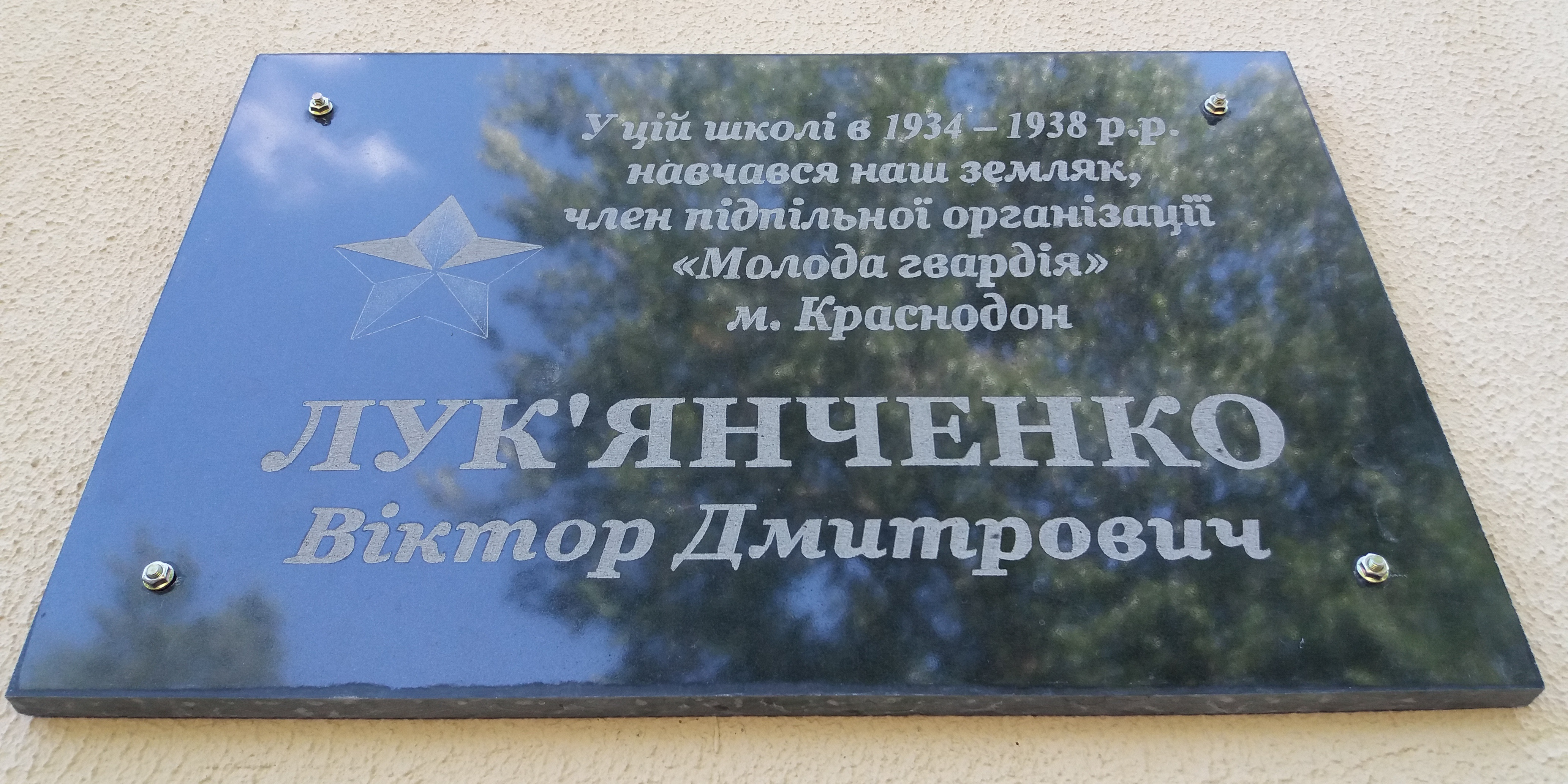
Меморіальна дошка на честь Віктора Лук'янченка на фасаді школи

Розробки проєкту доручили кременчуцькому інженеру М. І. Постнікову, кошти на проєкт й будівництво виділив місцевий колгосп. Будівля школи була реконструйована зі збереженням архітектури й планування в 1989 році трестом «Кременчукжитлобуд». Було також заасфальтовано майданчики, розбито квітники, висаджено декоративні рослини. Першого вересня 1989 року відбулося урочисте відкриття відбудованого приміщення, під час якого начальник тресту «Кременчукжитлобуд» В. Ф. Матійченко вручив символічний ключ від школи її директорові Борису Чернушенку.
Станом на 2020 рік у Солоницькій школі налічується 19 працівників та 97 учнів, які навчаються на двох профілях: універсальному та філологічному.

## Відомі випускники
- Нагнибіда Семен Макарович (1905—1943) — Герой Радянського Союзу
- Лук'янченко Віктор Дмитрович (1927—1943) — член підпільної організації «Молода гвардія»